# 新清真寺 (塞萨洛尼基)

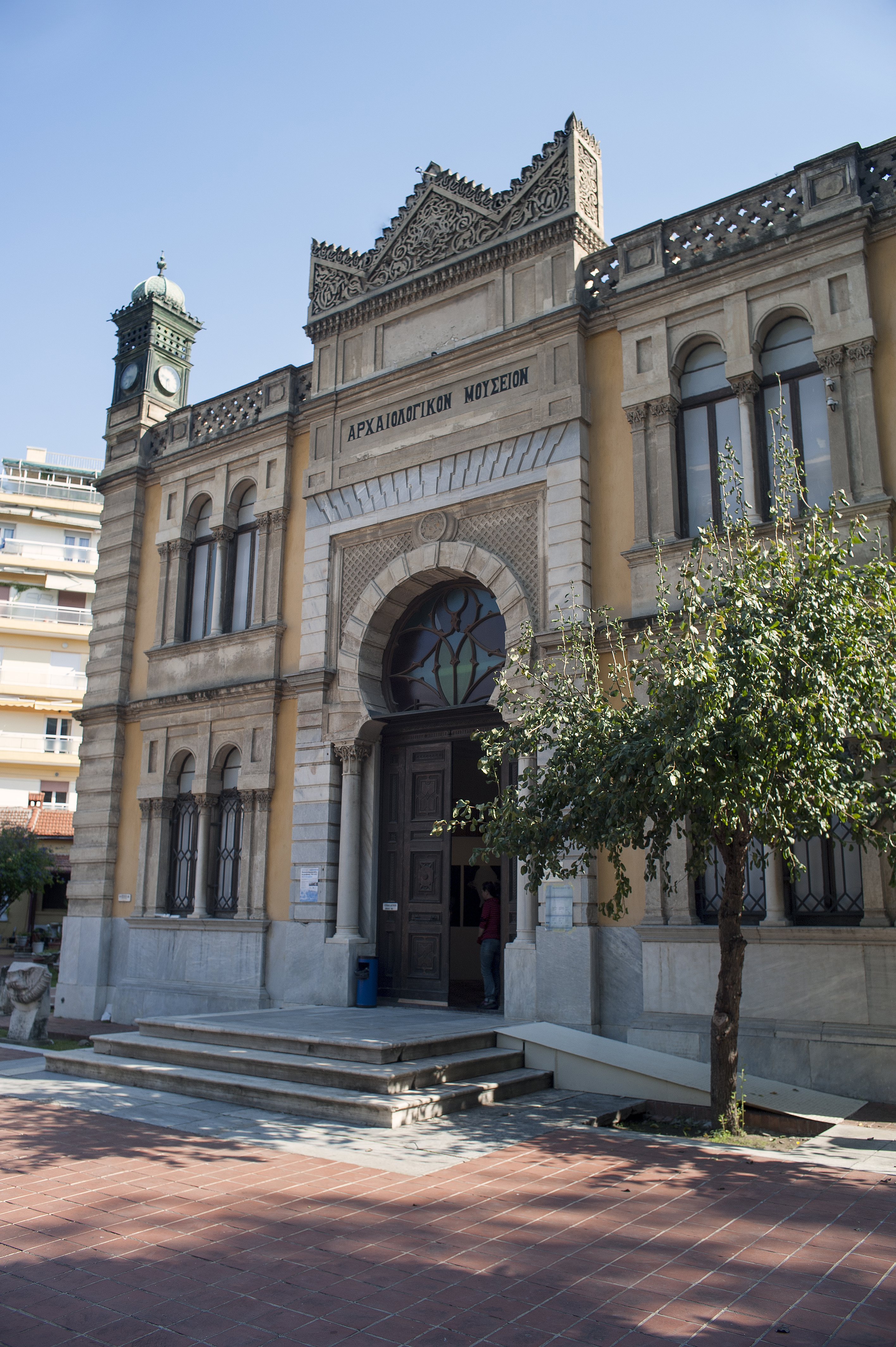
新清真寺

新清真寺（土耳其語：Yeni Camii, Yeni Tzami），是希腊塞萨洛尼基的一个古老的清真寺。它是由意大利建筑师Vitaliano Poselli建于1902年，服务于改信伊斯兰教的Donmeh犹太人。他们在希腊土耳其人口互换期间离开了希腊，1925年改为塞萨洛尼基考古博物馆，现在作为一个展览中心。